# Alexander Nasarowitsch Kusnezow
Alexander Nasarowitsch Kusnezow (russisch Александр Назарович Кузнецов; * 18. Novemberjul. / 30. November 1877greg. in Nischnjaja Salda; † 2. März 1946 in Leningrad) war ein russisch-sowjetischer Metallurg und Hochschullehrer.

## Leben
Kusnezow stammte mütterlicherseits aus der Familie Karamyschew. Er studierte in St. Petersburg  am Bergbau-Institut mit Abschluss 1900. Er arbeitete dann am Lehrstuhl für Metallurgie des Bergbau-Instituts im Chemischen Laboratorium. Er führte umfangreiche Untersuchungen an Steinkohle durch und stellte eine neue Formel zur Bestimmung des Heizwertes auf. Daneben lehrte er ab 1902 am Polytechnischen Institut St. Petersburg.
Im Ersten Weltkrieg entwickelte Kusnezow Gasmasken, probierte sie selbst aus und organisierte ihre Produktion für die Kaiserlich Russische Armee im ersten russischen Gasmaskenwerk in Ust-Slawjanka bei St. Petersburg. 1915–1916 entwickelte er mit dem Ingenieur J. I. Schukowski ein Verfahren zur Gewinnung von reinem Aluminiumoxid aus Bauxit.
Nach der Oktoberrevolution lehrte Kusnezow am Bergbau-Institut und wurde 1919 zum Professor gewählt. 1926 wurde er Direktor des Bergbau-Metallurgie-Laboratoriums. 1930 leitete er die Projektierung der ersten sowjetischen Aluminium- und Magnesium-Werke. Er initiierte die 1931 erfolgte Gründung des Leningrader Forschungsinstituts für Leichtmetalle, dessen wissenschaftlicher Vizedirektor er bis 1934 war. Er gehörte zu den Organisatoren der sowjetischen Aluminium-Industrie. 1935 wurde er zum Doktor der technischen Wissenschaften promoviert und zum Professor ernannt. 1938–1941 entwickelte er den neuen Sprengstoff SINAL-AK, der dann im Deutsch-Sowjetischen Krieg eine breite Anwendung fand. Nach Beginn der Leningrader Blockade organisierte er die Produktion von Sprengstoff im Bergbau-Institutsgebäude. 1941–1944 war er im Ural evakuiert.
Kusnezow starb am 2. März 1946 in Leningrad und wurde auf dem Wolkowo-Friedhof begraben.

## Ehrungen, Preise
- Orden des Roten Banners der Arbeit (1942)[3]
- Stalinpreis II. Klasse (1942) für Flugzeug-Panzerung
- Verdienter Wissenschaftler und Techniker der RSFSR (1943)[2]